# Wild (canção de Jessie J)
"Wild" é uma canção da cantora britânica Jessie J, gravada para o seu segundo álbum de estúdio Alive. Conta com a participação dos rappers Big Sean e Dizzee Rascal, sendo que foi escrita pelos três intérpretes com o auxílio de Claude Kelly e Joshua Coleman na composição e a produção ficou a cargo de Ammo. A música foi lançada a 26 de Maio de 2013 na iTunes Store da Irlanda e Reino Unido pela Universal Republic, como primeiro single do disco. No dia seguinte, foi disponibilizada nas lojas da Apple para o resto no mundo uma versão diferente sem a participação de Rascal.

## Faixas e formatos
| Descarga digital (Irlanda e Reino Unido) |                                       |         |  |
| N.º                                      | Título                                | Duração |  |
| 1.                                       | "Wild" (com Big Sean e Dizzee Rascal) | 3:54    |  |

| Descarga digital (internacional) |                       |         |  |
| N.º                              | Título                | Duração |  |
| 1.                               | "Wild" (com Big Sean) | 3:43    |  |

## Desempenho nas tabelas musicais

### Posições
| Tabela musical (2013)               | Melhor posição |
| ----------------------------------- | -------------- |
| Austrália (ARIA Singles Chart)      | 6              |
| Áustria (Ö3 Austria Top 75)         | 34             |
| Bélgica (Ultratip) (Flandres)       | 20             |
| Bélgica (Ultratip) (Valónia)        | 35             |
| Dinamarca (Hitlisten)               | 16             |
| Escócia (Scottish Singles Chart)    | 5              |
| Eslováquia (Rádio Top 100)          | 66             |
| Espanha (PROMUSICAE)                | 40             |
| França (SNEP)                       | 160            |
| Irlanda (IRMA)                      | 17             |
| Nova Zelândia (RIANZ)               | 29             |
| Países Baixos (Mega Single Top 100) | 63             |
| Reino Unido (UK Singles Chart)      | 5              |
| Suíça (Schweizer Hitparade)         | 47             |

## Histórico de lançamento
| País        | Data               | Formato          | Editora discográfica |
| ----------- | ------------------ | ---------------- | -------------------- |
| Irlanda     | 26 de Maio de 2013 | Descarga digital | Universal Republic   |
| Reino Unido | 26 de Maio de 2013 | Descarga digital | Universal Republic   |
| Austrália   | 27 de Maio de 2013 | Descarga digital | Universal Republic   |
| França      | 27 de Maio de 2013 | Descarga digital | Universal Republic   |
| Portugal    | 27 de Maio de 2013 | Descarga digital | Universal Republic   |
| Suíça       | 27 de Maio de 2013 | Descarga digital | Universal Republic   |